# كهف إل سوبلاو
كهف إل سوبلاو هو كهفٌ يقع في بلديات ريونانسا وفالداليجا وهيريرياس في قنطبرية بإسبانيا. يُعتبر هذا الكهف فريدًا من نوعه لنوعية وكمية التكوينات الجيولوجية التي يحتويها كما يمتدُّ على طول 17 ميلًا. يُوجد في هذا الكهف تكوينات تُشبه في شكلها الهليكوبتر وستائر وهي صفائح من الكالسيت، شفافة في بعض الأحيان، معلقة من السقف. يعود تكوينها إلى حقبة الحياة الوسطى، ولا سيما العصر الطباشيري قبل 240 مليون سنة. يقع المدخل على ارتفاع 540 مترًا في سييرا سوبلاو أرنيرو.
اكتُشفَ الكهف بالصدفة أثناء الحفر للتعدين، ثم تمَّ استغلاله لاستخراج المعادن. خلال عملها، تم دعم العديد من العائلات المحلية من الدخل الذي حصلوا عليه من التعدين، بالإضافة إلى تربية الماشية. بعد عقودٍ من الإهمال، اكتشفَ استغواريون، ولا سيما نادي علم الكهوف بجامعة قنطبرية منذ عام 1975، قيمته الجيولوجية الحقيقية.
فتحته حكومة قنطبرية في الأول من تموز/يوليو 2005 للجمهور وأعلنت عنه رسميًا وذلكَ بعد تطوير قواعد السياحة والحماية التي تحظرُ أيّ نشاط إضافي من قبل نادي الاكتشاف. مع ذلك فقد استمرَّ البحث من أجلِ دراسة رواسب الكهرمان، والتعرف على الستروماتوليت تحت الأرض الذي يتكون من البكتيريا المؤكسدة للمنغنيز. بدأَ الكهف مؤخرًا في استضافة حفلات موسيقية، حيثُ قام فنانون مثل بيرتين أوزبورن أو ناندو أغويروس بالعزف داخل الكهف لمئات الأشخاص في عام 2016. يُعتبر هذا الكهف واحدًا من ما لا يقلُّ عن 6500 كهفًا في قنطبرية.

## الوضع

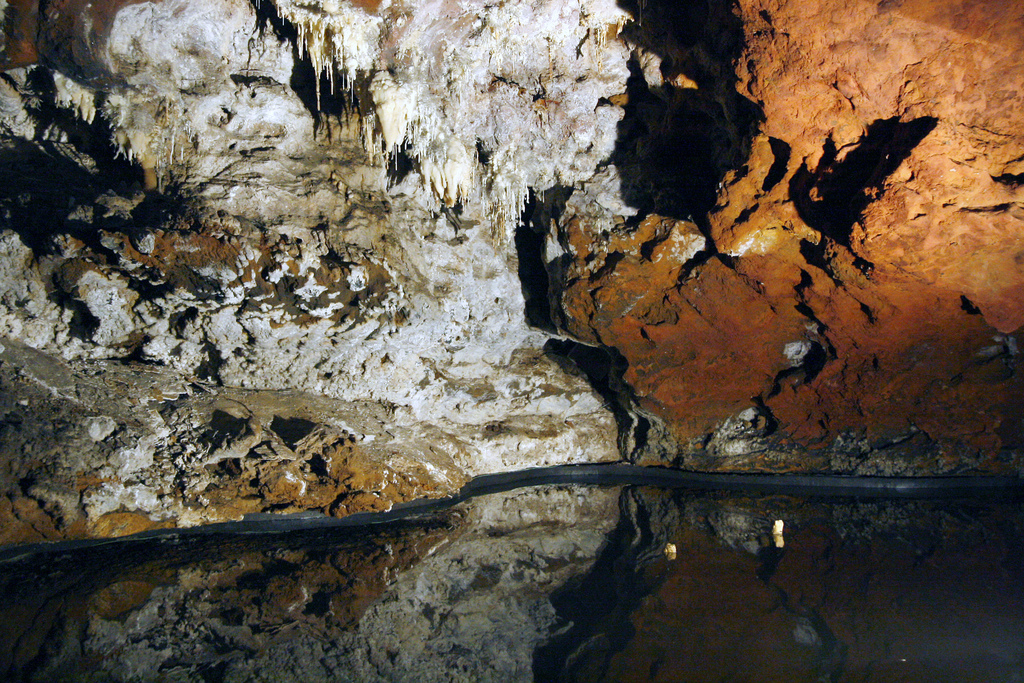
داخل كهف El Soplao.

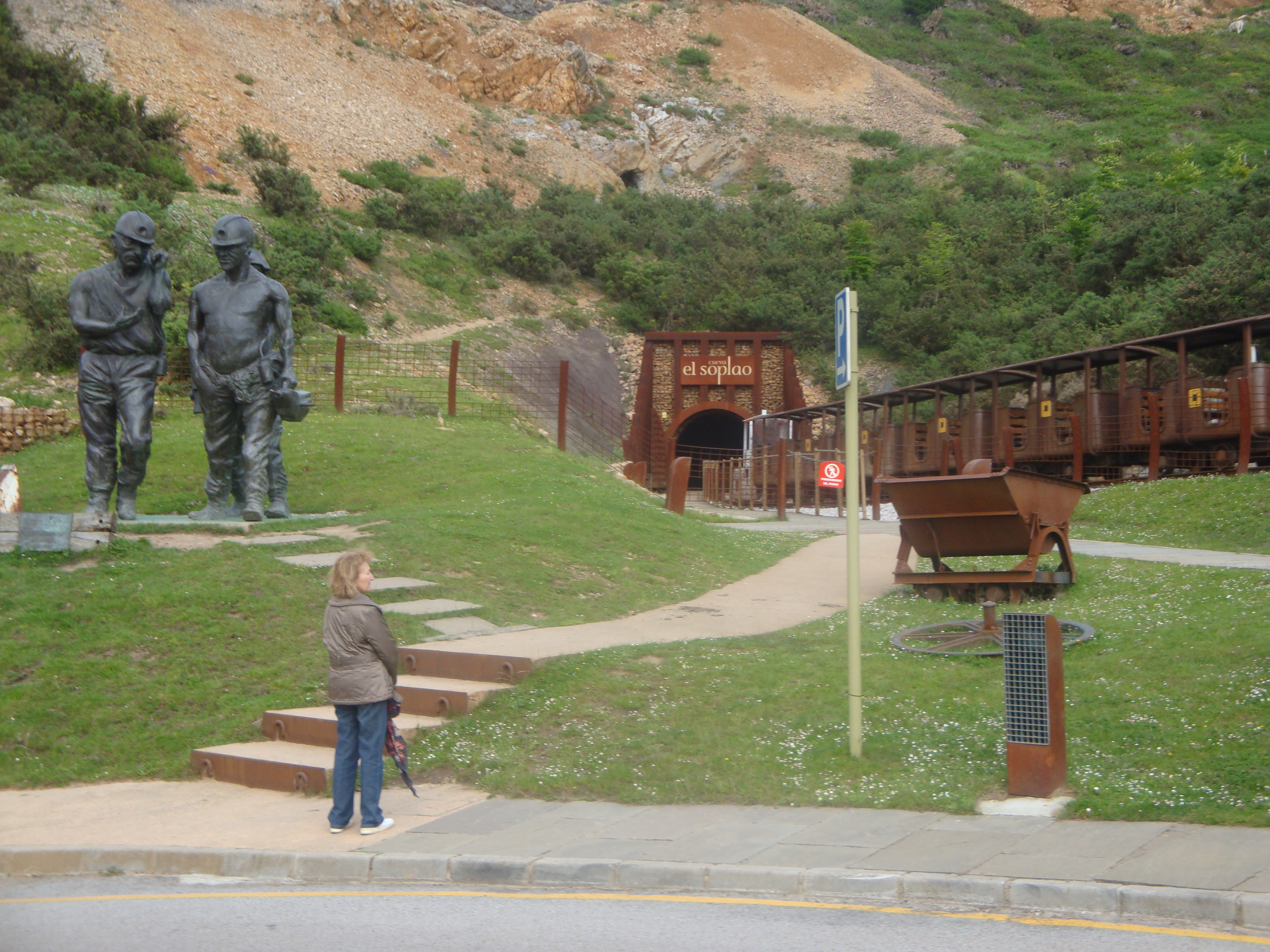
الوصول إلى الكهف في جبال Arnero على ارتفاع 540 مترًا فوق مستوى سطح البحر.

يقع الكهف في سييرا دي أرنيرو، وهي جزءٌ من سييرا ديل اسكودو دي كابورنيجا، بين مدن ريونانسا وهيريراس وفالداليجا وحول سان فايسينت دي لا بارجويرا. يمتدُّ سييرا دي أرنيرو بالتوازي مع بحر قنطبرية، ويبلغ أقصى ارتفاع له 682 مترًا.

## صالات العرض
صحيحٌ أنّ إل سوبلاو كهفٌ واحد لكنّه في واقعِ الأمر عبارة عن شبكة واسعة جدًا من الكهوف الصغيرة التي تُكوّنه وتُشكّله.
- أطوال الممرات الطبيعية التي تم مسحها (12.585 متر).
- طول الممر المتصل بالكهف (3240 مترا).
- كهوف لاكوير (2927 متر).
- إجمالي طول مجموعة الكهوف (17852 مترا).

### معرض الأشباح
غرفة معرض الأشباح هي غرفة طبيعية بها كمية من التكوينات السميكة البيضاء والصواعد التي ترتفعُ من الأرض الحجرية، ومنها جاء اسمُ هذا المعرض. يبلغُ طول المعرض 350 مترًا، ويبلغ عرض بعض المناطق 35 مترًا. يأتي الاسم تحديدًا من الصواعد البيضاء الكبيرة التي تُشبه الأشباح، في مناطق نهاية المعرض. كان له استخدام كبير في أوائل القرن العشرين كمكان للاستخراج والتخزين من قبل عمال المناجم.

### معرض جوردا
معرض جوردا هي غرفة بها بحيرة طبيعية تحت الأرض وواحدة من الأكبر في المنطقة من حيث الحجم. هذا هو أول معرض يتمُّ الوصول إليه في سوبلاو. يأتي الاسم من انطباع الصغر بسبب أحد رواد الكهوف الذي قامَ بالتحقيق في الكهف. يحتوي على نظام إضاءة يسلط الضوء على ألوان الهوابط من السقف، مغطاة بحلقات الكالسيت.

### معرض المعسكر
هي غرفة ذات أبعاد متوسّطة تصل إلى 10 أمتار. يأتي الاسم من نصب معسكر بحثي خلال الغارات الأولى. بقي هنا دون انقطاع ولمدّة 208 ساعة أعضاء نادي سبيلو قنطبرية.

### معرض الغابة
معرض مرتفع يأخذ اسمه من تشابهه مع الغابة. يحدث التمثيل واتحاد الهوابط والصواعد في كل مكان، مما يؤدي إلى إنشاء أعمدة كبيرة ومتنوعة. كما يُمكن فيه رؤية آثار الزلزال.

### معرض جينيسيس
تقع في الشرق، وهي من أعلى المرتفعات حيث يصلُ ارتفاعها إلى 30 مترًا. يتجاوز طوله 160 مترا. صفائح مصبوبة بارزة، أعشاش صواعد عملاقة من العصر الحجري. يأتي اسمه من عدد الألوان المعروضة عليه، بسبب تنوع الأملاح الذائبة في الماء.

### صالات العرض الأخرى
- معرض الجسر
- معرض حورية البحر
- أعمدة المعرض
- معرض الانهيار الجليدي
- معرض الماعز
- معرض العجائب
- معرض ويت

## المعادن والحفريات
هذه قائمة المعادن والحفريات الموجودة في الكهف:

### الحفريات
- كهرمان
- ليجنيت [بحاجة لمصدر ]
- كانتابروفيديا ماركانوي [4]
- Necroraphidia arcuata [4]

### المعادن
- أراجونيت
- الكالسيت
- الدولوميت
- سفاليريت
- جالينا
- ماركاسيت
- البيريت

## روابط خارجية
- الموقع الرسمي لشركة إل سوبلاو
- نادي قنطبرية سبيولو: مكتشفون لكثير من إل سوبلاو
- مزيد من المعلومات حول إل سوبلاو
- تقرير إخباري عن 110 مليون عام من ليجنيت (حجر كريم) يحتوي على حشرات محاصرة تمت دراستها في إل سوبلاو
- صور الكهوف في إل سوبلاو
- الميكروبات المؤكسدة للمنغنيز تشكل الستروماتوليت العملاق في الكهوف